# Diamond City (Arkansas)
Diamond City – miasto w Stanach Zjednoczonych, w stanie Arkansas, w hrabstwie Boone.